# Macânidas
Macânidas foi rei (ou tirano) da cidade grega de Esparta de 210 até 207 a.C. ano da sua morte. Historiadores modernos levantaram a hipótese de que Macânidas não foi rei, mas o regente do rei Pélops, o jovem filho de Licurgo (tirano de Esparta).
Macânidas, enviando suas tropas à fronteira argiva, e a Liga Etólia levaram terror à Liga Aqueia, e a liga teve que pedir ajuda a Filipe V da Macedônia.
Macânidas invadiu o território da Mantineia, e Filopêmen, da Liga Aqueia, levou seu exército para combatê-lo. Na batalha, Macânidas e seus mercenários puseram em debandada os tarantinos, que estavam na frente dos aqueus, mas, em vez de aproveitar a vantagem e atacar os aqueus, eles saíram em perseguição dos tarantinos. Filopêmen, em vez de pensar que estava perdido por causa do desastre, e percebendo o erro que o inimigo havia cometido, deixou que o inimigo rompesse a falange e perseguisse os fugitivos. Aproveitando-se dos buracos abertos pelos lacedemônios, Filopêmen dirigiu um ataque pelos flancos, surpreendendo os lacedemônios, que viam seu comandante, Macânidas, em perseguição. Depois de massacrar estas tropas (quatro mil teriam morrido), Filopêmen atacou Macânias, que estava voltando com seus mercenários da perseguição. Havia, porém, uma vala entre as duas tropas, com um líder de cada lado, com um deles pensando em fugir, e outro em caçar  - não era o espetáculo de dois líderes lutando, mas de um poderoso caçador perseguindo uma fera acuada. Símias e Polieno, companheiros de Filopêmen, avançaram contra Macânidas, mas Filopêmen foi mais hábil, e matou Macânicas enfiando sua lança no peito do tirano.
Depois de sua morte, foi sucedido (como rei ou regente) por Nábis, que assassinou Pélops.